# Ashley Cole
Ashley Cole, född 20 december 1980 i London, är en engelsk före detta fotbollsspelare som sist spelade för Derby County FC. Hans mor kommer från England medan hans far är från Barbados.
Cole spelade vänsterback i den engelska storklubben Arsenal FC sedan 1997, men bytte klubb till Chelsea FC 2006. Debuten i Arsenals A-lag kom dock inte förrän i slutet av november 1999. Landslagsdebuten kom ett par år senare, då England slog Albanien med 2–0 i en VM-kvalmatch den 28 mars 2001.
Mellan hösten 2006 och juni 2014 spelade Cole för Arsenals rivaler, Chelsea FC. Efter många om och men bytte Cole klubb med William Gallas timmarna innan det internationella transferfönstret stängde den 31 augusti 2006.
Han var gift med sångerskan Cheryl Cole 2006–2010.

## Meriter
Arsenal FC
- Premier league: 2002, 2004
- FA-cupen: 2002, 2003, 2005
- Community Shield: 2002, 2004

Chelsea FC
- Premier league: 2010
- FA-cupen: 2007, 2009, 2010, 2012
- Engelska Ligacupen: 2007
- UEFA Champions League: 2012
- UEFA Europa League: 2013
- Community Shield: 2009

Individuella
- Årets unga spelare i Premier League: 2001
- Fanns med i UEFA All Star team efter EM 2004